# تپه پیشی اینی
تپه پیشی اینی مربوط به سدهٔ ۶ تا ۸ ه.ق است و در شهرستان خوی، بخش ایواوغلی، دهستان ایواوغلی، روستای پیرکندی واقع شده و این اثر در تاریخ ۷ اسفند ۱۳۸۵ با شمارهٔ ثبت ۱۷۷۱۶ به‌عنوان یکی از آثار ملی ایران به ثبت رسیده است.